# Агитлегенда
Агитлеге́нда — разновидность городской легенды, распространяемой властными институтами с целью достижения мобилизации общества.

## Общие сведения
Термин введён филологом С. Ю. Неклюдовым. Агитлегенда отличается от «городской легенды» тем, что её текст распространяется преднамеренно, усилиями властных институтов и часто, хотя и не обязательно, ― он и создан ими. У агитлегенд, как правило, есть чёткая цель: вызвать негодование граждан и тем самым добиться ещё бо́льшей мобилизации, демонизируя врага, или заставить людей придерживаться определённых правил поведения.
Агитлегенда относится к разновидности fake news, являясь дезинформацией, намеренно запускаемой через соцсети и традиционные СМИ с целью получения финансовой или политической выгоды.
В случаях, когда агитлегенда соответствует тревогам общества, после её введения по каналам СМИ она начинает циркулировать независимо от дальнейших усилий властных институтов, обрастает импровизированными подробностями и, постепенно передаваясь по горизонтальным коммуникационным каналам, становится фольклорным текстом.

## Примеры
Агитлегенды Октябрьской революции:
- Выстрел «Авроры» (была выпущена одна болванка);
- Бегство Александра Керенского в дамском платье (Керенский уехал, но в шинели; с байкой про платье боролся всю оставшуюся жизнь).

Семантика мифов агитлегенд зависит от интересов, создающих их институтов:
- Версии противников большевиков:
  - Ленин осуществил революцию на деньги германского генштаба, данные под обещание свернуть войну;
  - Николая II предал генералитет, потребовав отречения, иначе трон бы сохранился;
  - Революция ― явление чуждое России, привнесённое извне.
- Версии сторонников советской власти: Одним из главнейших деятелей Октября был Сталин, безусловным лидером ― Ленин. Ленинское предвидение направляло ход событий. Их поддерживали широкие народные массы, чаяния коих большевики выражали.